# Haurum Kirke
Haurum Kirke ligger i landsbyen Haurum, ca. fem kilometer nord for Hammel.
"Den højtliggende Kirke bestaar af Skib og Kor samt Taarn mod V. Skib og
Kor, med Bjælkeloft, ere fra romansk Tid af Granitkvadre paa Sokkel med Skraakant.
I den senere Middelalder tilføjedes et Taarn, af røde Mursten: ved en Restauration
omtr. 1850 opførtes et Vaabenhus V. for Taarnet og et andet mod S. nedbrødes;
1879 ombyggedes Kirken, idet bl. a. Granitkvadrene omsattes, Koret fik Spidsgavl
og Kirken Gesimser af røde Mursten, Taarnet nedbrødes undt. det nederste Parti, der
inddroges i Kirken, og der opførtes et nyt (50 Al.) mod V., af røde Mursten" (Se Trap s. 779)
- Kirken set fra vest med tårnet ...
- og fra nordvest

## Eksterne kilder og henvisninger
- Kirkens beskrivelse i Trap – Kongeriget Danmark, 3. Udgave 4. Bind, s. 779 hos Projekt Runeberg
- Haurum Kirke hos KortTilKirken.dk

- Wikimedia Commons har flere filer relateret til Haurum Kirke